# Dossier de santé électronique
Le Dossier de santé numérique (DSN), parfois nommé le Dossier santé numérique (sans le de), est un système électronique mis en place par le gouvernement du Québec pour centraliser et stocker de manière sécurisée les informations médicales et de santé des individus.

## Histoire
Le gouvernement du Québec a manifesté une volonté d'informatiser la gestion des informations médicales au sein du système public à partir de 1990. Ce processus a suivi un cheminement complexe, ponctué par diverses initiatives tout au long des décennies.
Les prémices de la numérisation du dossier médical, dans les années 1990, ont été marquées par des étapes cruciales, notamment l'abandon du SIDOCI, puis l'émergence de systèmes locaux dont le système Ariane à Sherbrooke. L'année 2007 a constitué une étape majeure avec l'introduction du Dossier de santé du Québec (DSQ), suivi en 2021 par le Dossier de santé numérique (DSN).

### SIDOCI, DCI et système Ariane
En 1990, le gouvernement du Québec entreprend l'informatisation du dossier médical québécois dans quelques établissements hospitaliers de la province, avec le Système informatisé des données cliniques intégrées (SIDOCI). La même année, un des premiers systèmes informatiques de gestion des données médicales, le système Ariane, est créé à Sherbrooke à l'instigation de l'ex-doyen de la Faculté de médecine de Sherbrooke, le Dr Gilles Pigeon.
En 1993, une firme d'Anjou nommée Purkinje développe un prototype du Dossier clinique informatisé (DCI), qui est perçu comme prometteur et « à la fine pointe de la technologie », mais le projet, privé, ne permet pas le développement d'un système informatisé public.
En 1997, le SIDOCI mis en place par le gouvernement du Québec est abandonné, alors que continuent de se développer diverses initiatives d'informatisation locales, mises en place par certains établissements de santé de la province. Au début des années 2000, le système Ariane développé à Sherbrooke est dépeint comme l'un des systèmes les plus matures disponibles et il attise donc l'intérêt de divers établissements de la province.

### Dossier de santé du Québec (DSQ)
En 2007, le gouvernement du Québec annonce la mise en place du Dossier de santé du Québec (DSQ), un système informatisé de gestion des dossiers médicaux qui vise à centraliser et à rendre accessibles les informations médicales des patients à travers la province de Québec. Il est alors prévu que le dossier de santé informatisé soit déployé dans tout le Québec pour 2010.
En 2011, le vérificateur général du Québec, a qualifié « d'échec » le projet du DSQ, critiquant le dépassement de coûts estimés et le retard du Québec par rapport aux autres provinces canadiennes.
En 2013, le ministre de la Santé du Québec affirme estimer que toutes les cliniques et les pharmacies de la province seront branchées au Dossier Santé Québec (DSQ) vers la fin de 2014. En 2017, on observe que ces prédictions n'ont pas été réalisées et que l'informatisation des dossiers médicaux au Québec ne progresse pas à un rythme satisfaisant, plusieurs systèmes informatiques parallèles subsistants sans être reliés.

### Dossier de santé numérique (DSN)
Le 2 février 2021, le gouvernement annonce un nouveau projet de Dossier de santé numérique (DSN), qui s'inscrit dans la continuité du projet inachevé de DSQ. En 2024, la constitution de ce Dossier de santé numérique est présentée par le gouvernement comme l'une des quatre priorités de son Plan santé.
Parallèlement, le 7 décembre 2022,  les ministres Christian Dubé et Éric Caire déposent un projet de loi pour moderniser l’accès aux dossiers de santé des citoyens en permettant un partage en temps réel et sécurisé des informations. Ce projet vise à simplifier le transfert des données entre les professionnels de santé tout en assurant leur confidentialité, et prévoit une implantation progressive des dossiers numériques, dès 2024, dans la Mauricie et le CIUSSS du Nord-de-l’Île-de-Montréal. Le 1er juillet 2024, la loi sur les renseignements de santé et de services sociaux, adoptée le 30 mars 2023 après son dépôt en décembre 2022, entre en vigueur au Québec. Cette loi permet la création d’un dossier de santé numérique qui suivra le patient dans son parcours de soins, évitant ainsi la répétition de son historique médical à chaque consultation.

## Usage du télécopieur
En 2017, alors que le gouvernement du Québec a lancé sa première stratégie numérique, l'utilisation massive du télécopieur (fax) dans le système de la santé commence à être décriée publiquement par le personnel hospitalier. En 4 juin 2019, le ministre Éric Caire promet que l'usage de cet appareil sera éliminé au plus tard en 2023.
En 2023, l’Association des gestionnaires de l’information de la santé du Québec (AGISQ) observe « avec une profonde préoccupation » que la promesse du gouvernement de remplacer les télécopieurs par des technologies plus adéquates n'a pas été tenue et « que près de 80 % des communications en santé se font encore par support papier ». La persistance de l'utilisation du télécopieur est alors dépeinte comme un symbole d'une « impuissance collective » à faire évoluer efficacement le système de la santé au Québec.